# Уолтъмстоу
Уолтъмстоу (на английски: Walthamstow) е голям крайградски квартал (на север) в Източен Лондон, Англия.